# Mähn (Einheit)
Das Mähn war eine Masseneinheit (Gewichtsmaß) in Afghanistan.
- 1 Mähn = 4 Oka = 1000 Miskal = 4,48 Kilogramm
- Teheran: 1 Mähn/Mahnd = 2 Oka/Okka (türkisch.) = 640 Miskal = 3,098 Kilogramm
  - 100 Mähn = 1 Halwar/Charwār